# Comitê Executivo da FIFA
O Comitê Executivo da FIFA (ExCo) foi um órgão executivo da FIFA, responsável por tomar as principais decisões da entidade. Seus membros eram eleitos pelo Congresso da FIFA. Em 2016, o Comitê Executivo foi extinguido e em seu lugar foi criado um novo organismo denominado Conselho da FIFA.

## Integrantes
| Name                      | Nationality      |
| ------------------------- | ---------------- |
| Presidente                |                  |
| Issa Hayotou              | Camarões         |
| Vice-Presidente sênior    |                  |
| Julio Grondona            | Argentina        |
| Vice-Presidentes          |                  |
| Issa Hayatou              | Camarões         |
| Ángel María Villar        | Espanha          |
| Michel Platini            | França           |
| David Chung               | Papua-Nova Guiné |
| Prince Ali Bin Al-Hussein | Jordânia         |
| Jim Boyce                 | Irlanda do Norte |
| Jeffrey Webb              | Ilhas Caimã      |
| Membros                   |                  |
| Michel D'Hooghe           | Bélgica          |
| Şenes Erzik               | Turquia          |
| Worawi Makudi             | Tailândia        |
| Sunil Gulati              | Estados Unidos   |
| Eugenio Figueredo         | Uruguai          |
| Marios Lefkaritis         | Chipre           |
| Jacques Anouma            | Costa do Marfim  |
| Rafael Salguero           | Guatemala        |
| Hany Abo Rida             | Egito            |
| Vitaly Mutko              | Rússia           |
| Mohamed Raouraoua         | Argélia          |
| Salman Al-Khalifa         | Bahrein          |
| Theo Zwanziger            | Alemanha         |
| Zhang Jilong              | China            |
| Fernando Sarney           | Brasil           |
| Lydia Nsekera             | Burquina Fasso   |
| Secretário-geral          |                  |
| Jérôme Valcke             | França           |

Atualmente a entidade, é presidida interinamente pelo camaronês Issa  Hayatou devido o ex-presidente Joseph  Blatter ser banido por 8 anos por qualquer atividade relacionada ao futebol até a eleição no dia 26 de fevereiro 